# Черен паметник
 Черния паметник е надгробен паметник, който се намира в Парк „Стратеш“ на град Ловеч.
Черния паметник е построен в памет на Битката при Ловеч на 20, 21, 22 и 23 август 1877 г. по време на Руско-турската война (1877 – 1878) и освобождението на града от османско владичество. Издигнат е в Парка „Стратеш“ в подножието на скалния венец на хълма „Стратеш“ до Туристическия дом. От това място, руските части след превземането на „Рижата височина“ влизат в града по шосето Севлиево-Ловеч.
Построен е през 1902 г. едновременно с Белия паметник. Представлява пресечена пирамида завършваща на върха с православен християнски кръст. Направен е от черни метални плочи, произведени в Путиловския завод в Санкт Петербург. Допълнително са боядисани с черна боя и оттук идва наименованието „Черния паметник“. На плочите са отлети фигури и текст. Издигнат е в памет на 4 войника от 118-и пехотен Шуйски полк и 11 войника от 64-ти пехотен Казански полк, загинали в боевете на 20, 21, 22 и 23 август 1877 г. при освобождението на Ловеч от османско владичество.
Паметника е открит е в чест на 25-годишнината от освобождението на Ловеч. Съвременниците го наричат „Железния паметник“ Достъпа до него е по образуваща осморка пешеходна пътека със стъпала. От площадката на паметника се открива красива панорамна гледка към града.